# Correos
Sociedad Estatal de Correos y Telégrafos, S.A., conosciuta semplicemente come Correos, è il servizio nazionale postale della Spagna, riconosciuto dalla Unione postale universale. È uno dei più grandi servizi postali al mondo con 50.000 impiegati e 5,4 miliardi di lettere inviate. Ha sede a Madrid e ha oltre 10.000 centri postali in tutta la Spagna.

## Storia
Nella legge delle Siete Partidas di Alfonso X il Saggio si menzionano i messaggeri che recapitavano la corrispondenza di corte, mentre nell'abbondante legislazione della Corona di Aragona ci sono continui riferimenti agli Hostes de Correos.
L'organizzazione postale più importante del Medioevo spagnolo fu, tuttavia, la Cofradía de Marcús con sede a Barcellona: era una confraternita religiosa e di mutuo soccorso, che godeva di numerosi privilegi ed esenzioni.

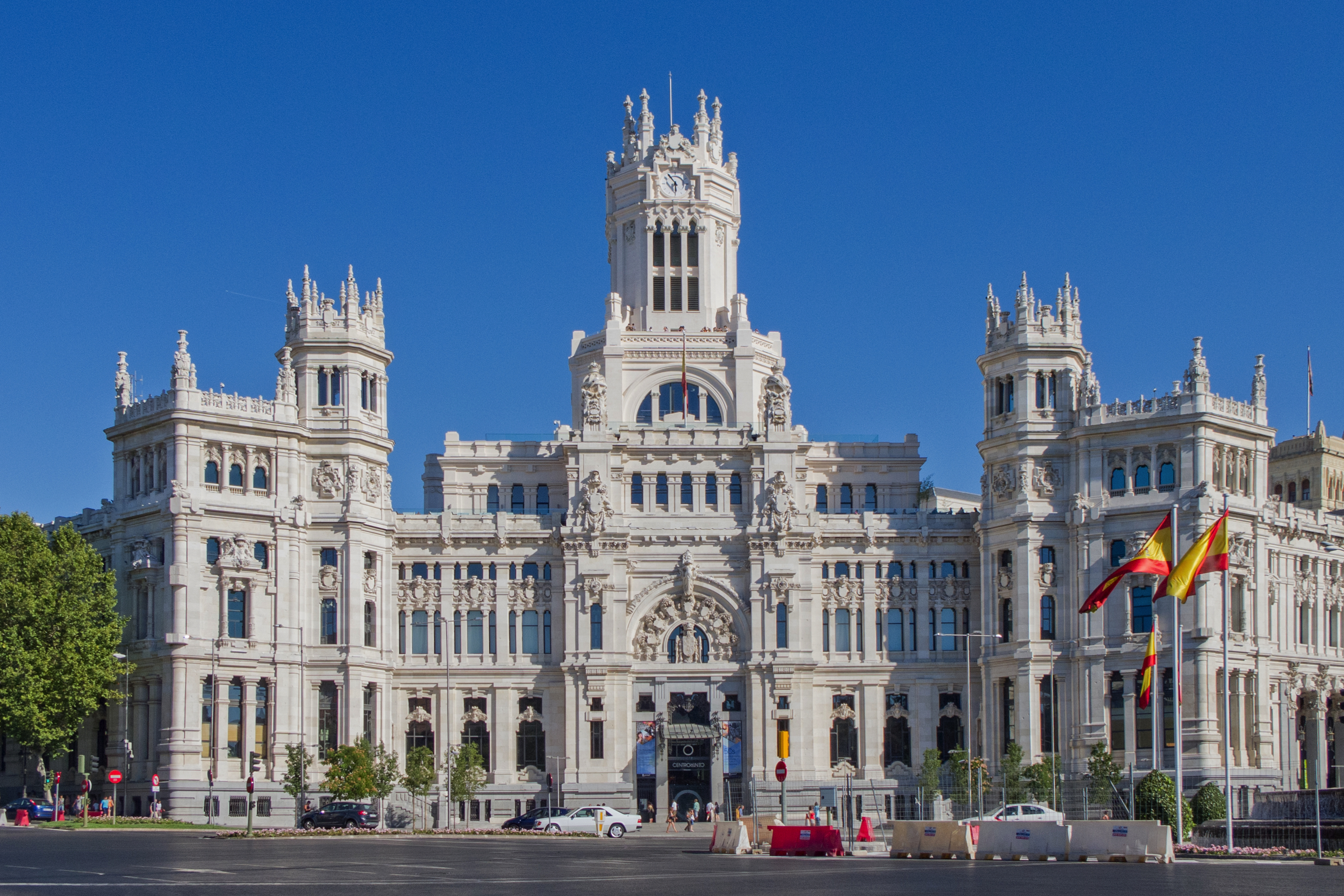
Il Palacio de Comunicaciones de Madrid, già sede dei Correos e oggi ayuntamiento municipio di Madrid

A partire dal 1500 nacquero le poste moderne in Spagna, quando Filippo il Bello concesse il privilegio del monopolio postale con il titolo di Correo mayor de España alla famiglia Tasso, originaria di Bergamo. La concessione fu successivamente ratificata da Carlo V nel 1516.
Il servizio postale con le terre americane di recente scoperta, con il titolo di Correo Mayor de Indias fu invece concesso in regime di monopolio alla famiglia Galíndez de Carvajal, che lo conservò fino alla metà del XVIII secolo.
Durante questi secoli si stabilì nei territori spagnoli un servizio postale basato sul cambio dei cavalli e la staffetta dei postiglioni. Il servizio fu esteso ai privati dietro pagamento di una tariffa proporzionale alla distanza della spedizione.
Il cambio di dinastia in Spagna all'inizio del Settecento provocò la perdita dei monopoli postali da parte dei Correos Mayores, in favore dello Stato, che organizzò le poste in una Renta Real (azienda di stato) a partire dal 1706. L'organizzazione era posta sotto la direzione di un Juez Superintendente y Administrador General de las Estafetas de dentro y fuera de estos Reynos, che a sua volta dipendeva dalla Secretaría de Estado.

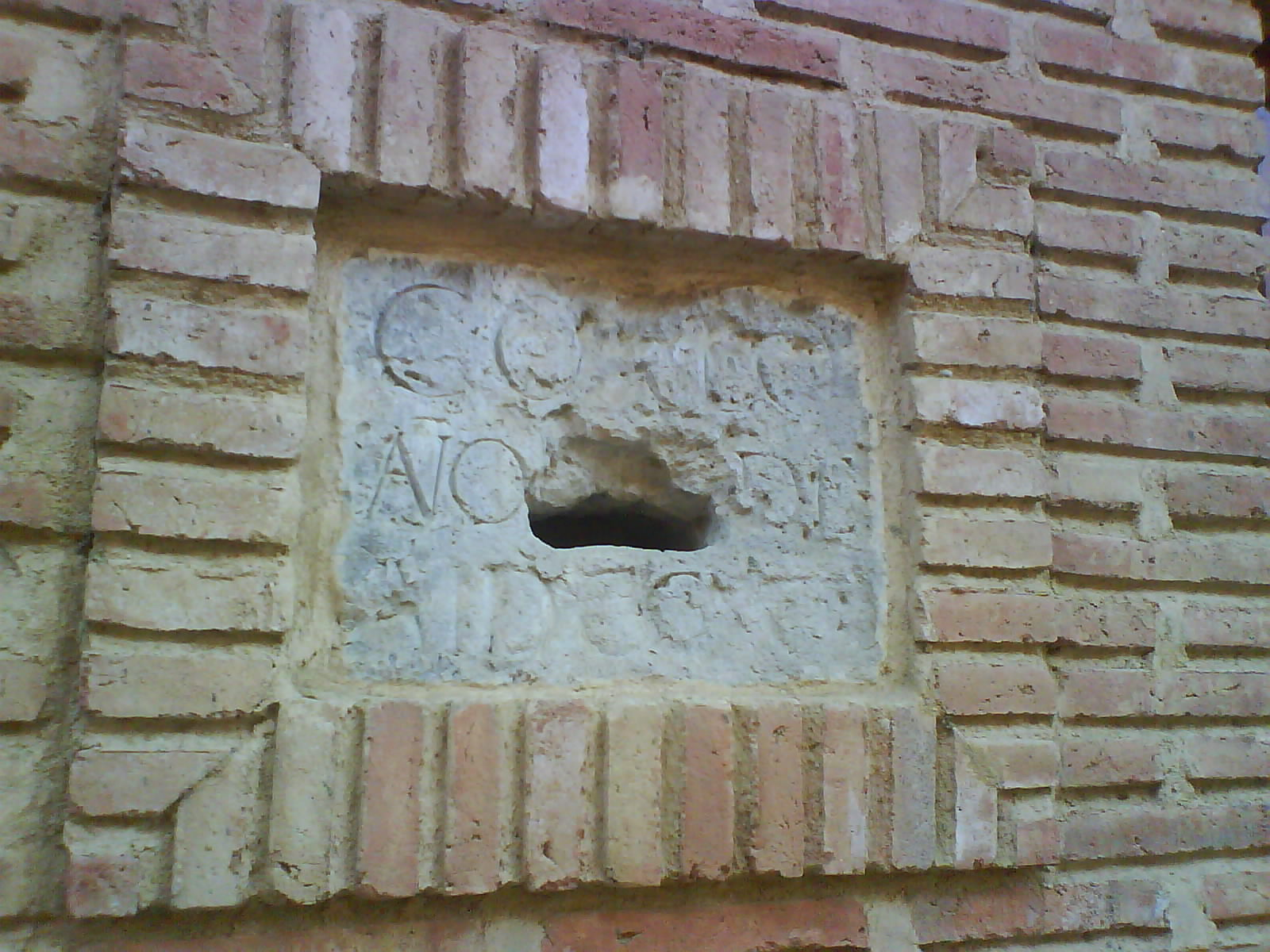
Buca delle lettere di pietra a Mayorga (Valladolid) risalente al 1793

Durante il XVIII secolo, grazie all'opera dei ministri illuministi, fu stabilita la rete di strade postali che s'irradiavano dalla capitale. Per quanto riguarda le colonie americane, furono creati i Correos Marítimos, con sede alla Coruña, che resero regolare il servizio con i vicereami e le Audiencias sull'altra sponda dell'Oceano.
Nel corso dell'Ottocento ebbero luogo le trasformazioni più radicali nel mondo della posta. Furono introdotte le veloci carrozze postali, chiamate carritos de violín, che potevano trasportare anche uno o due passeggeri. A partire dalla metà del secolo s'impose un nuovo mezzo di locomozione, la ferrovia: nel 1855 fu stabilita la prima linea di treno postale, fra Madrid e Albacete, e a partire da questo momento furono gradualmente soppresse le grandi linee di diligenze, mano a mano che avanzavano le linee ferroviarie. 

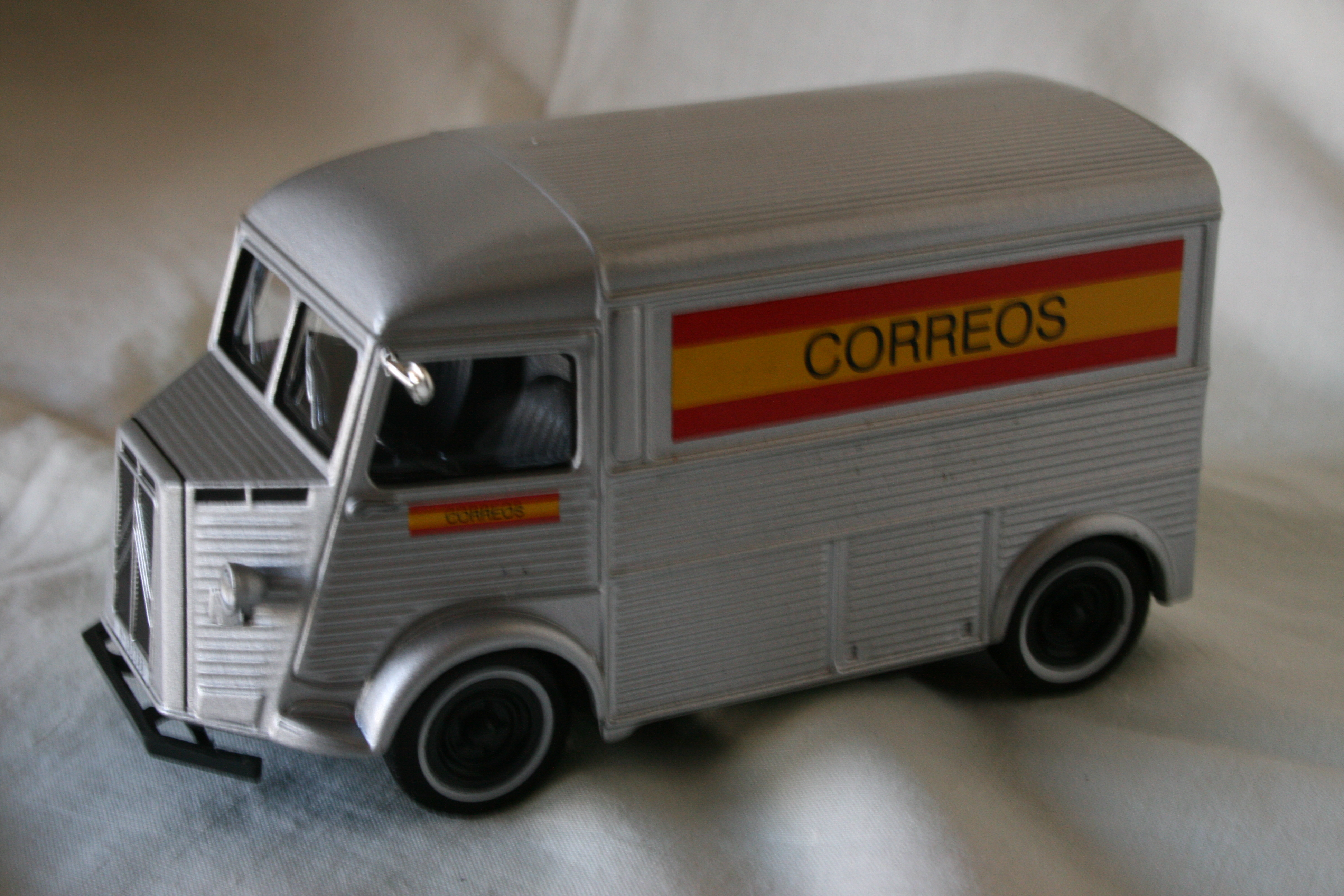
Modellino di furgone postale degli anni Cinquanta

L'altra innovazione del XIX secolo in materia postale fu l'introduzione del francobollo: in Spagna fu introdotto nel 1850.
Nella stessa epoca i governi liberali istituirono il servizio telegrafico. Secondo l'esempio francese, la Spagna sviluppò un sistema di telegrafi ottici fra il 1844 e il 1855, a uso esclusivo dello Stato. A partire da quest'ultima data si sviluppò la rete telegrafica elettrica, che nel 1863 collegava tutte le capitali di provincia a Madrid.

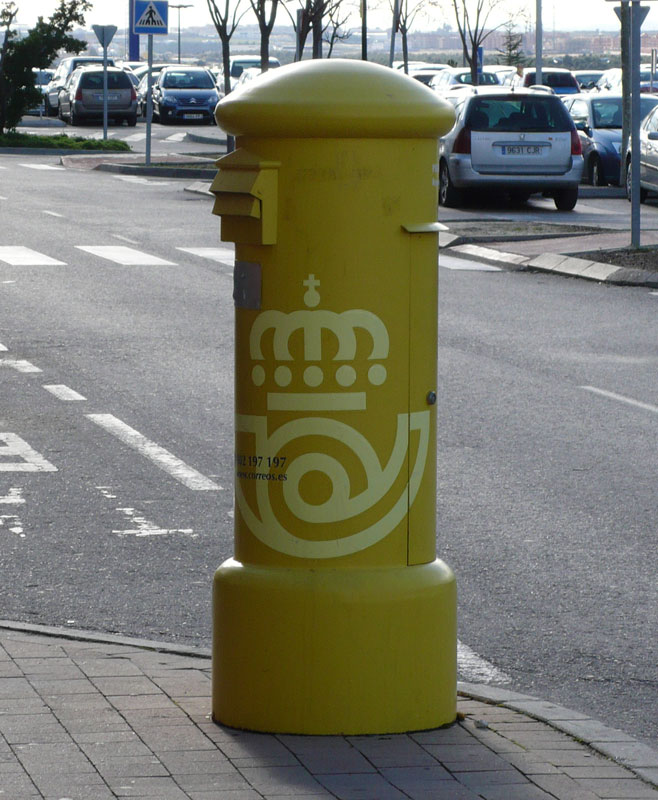
Buca delle lettere spagnola

Nel 1899 fu inaugurata la prima linea postale automobilistica in Navarra.
Nel 1919 nacque il servizio di posta aerea, che inizialmente collegava Barcellona con Alicante e Malaga, Siviglia con Larache, Barcellona con Palma de Mallorca e Málaga con Melilla.
Nel corso del Novecento si ebbero altre innovazioni, come il correo urgente (espresso) nel 1905, la Caja Postal de Ahorros (cassa di risparmio postale), le spedizioni contrassegno e i pacchi postali nel 1916.